# Aeroportul Regional Greater Portsmouth
Aeroportul Regional Greater Portsmouth (IATA: PMH, ICAO: KPMH, FAA LID: PMH) este un aeroport din Ohio, Statele Unite ale Americii ce deservește zona Portsmouth. A fost numit după zona deservită.
Situat la o altitudine de 202 m, aeroportul dispune de 1 pistă.

## Infrastructură

### Piste
Aeroportul dispune de o singură pistă. Pista 18/36 are suprafața de asfalt și dimensiunile 5.001 picioare × 100 picioare. 